# Mazaleón
Mazaleón (aragónul: Mazalión, katalánul: Massalió) település Spanyolországban, Teruel tartományban. Mazaleón Alcañiz, Maella, Calaceite, Cretas, Valdeltormo, Valjunquera és Valdealgorfa községekkel határos. Lakosainak száma 481 fő (2024).

## Népesség
A település népessége az utóbbi években az alábbiak szerint változott:
| Lakosok száma | 601  | 587  | 593  | 588  | 567  | 540  | 543  | 522  | 487  | 481  |
|               | 2001 | 2004 | 2007 | 2009 | 2012 | 2014 | 2017 | 2019 | 2022 | 2024 |